# Angharad ferch Owain
Angharad ferch Owain, född 1065, död 1162, var drottning av Gwynedd i Wales 1082–1137, gift med kung Gruffudd ap Cynan av Gwynedd och mor till kung Owain Gwynedd.
Angharad ska ha varit en lång, vacker blondin och hon kallades "Den gyllenhåriga". Som person beskrivs hon som vältalig, godhjärtad medlidsam med de fattiga, och ska flitigt ha ägnat sig åt sina plikter som drottning. Hon fick fjorton barn under sitt äktenskap. Efter sin makes död 1137 fick hon i enlighet med walesisk sed halva hans egendom, och fortsatte att spela en roll som drottningmoder under sin sons regeringstid.